# Halocaridina rubra
Halocaridina rubra är en kräftdjursart som beskrevs av Lipke Bijdeley Holthuis 1963. Halocaridina rubra ingår i släktet Halocaridina och familjen Atyidae. Inga underarter finns listade i Catalogue of Life.

## Bildgalleri

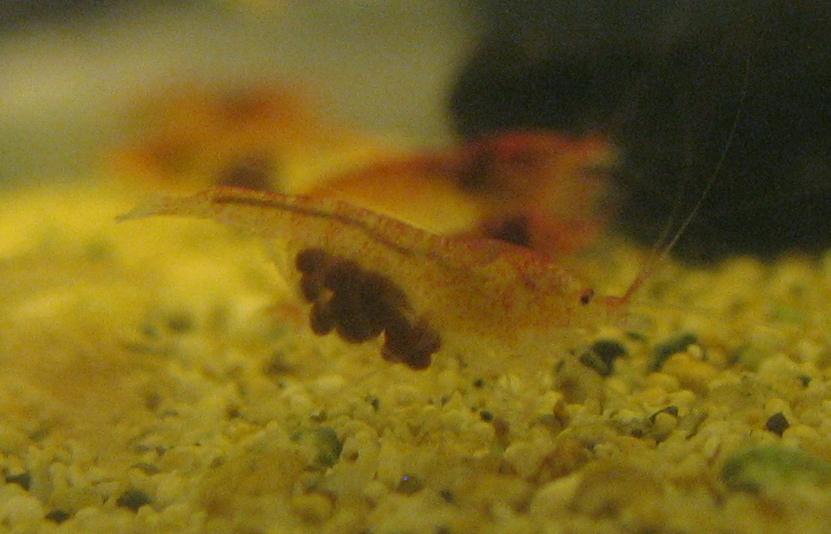